# Kunovo (Gosztivar)
Kunovo (macedónul: Куново) település Észak-Macedóniában, a Pologi körzet Gosztivari járásában.

## Népesség
| Lakosok száma | 263  | 290  | 211  | 92   | 42   | 23   | 18   | 11   | 6    |
|               | 1948 | 1953 | 1961 | 1971 | 1981 | 1991 | 1994 | 2002 | 2021 |

2002-ben 11 lakosa volt, akik mindannyian macedónok.